# Anton Meli
Anton Meli (* 6. Oktober 1903 in St. Gallen; † 24. April 1985 in Bern) war ein Schweizer Statistiker und Direktor des Eidgenössischen Statistischen Amts (dem späteren Bundesamt für Statistik).

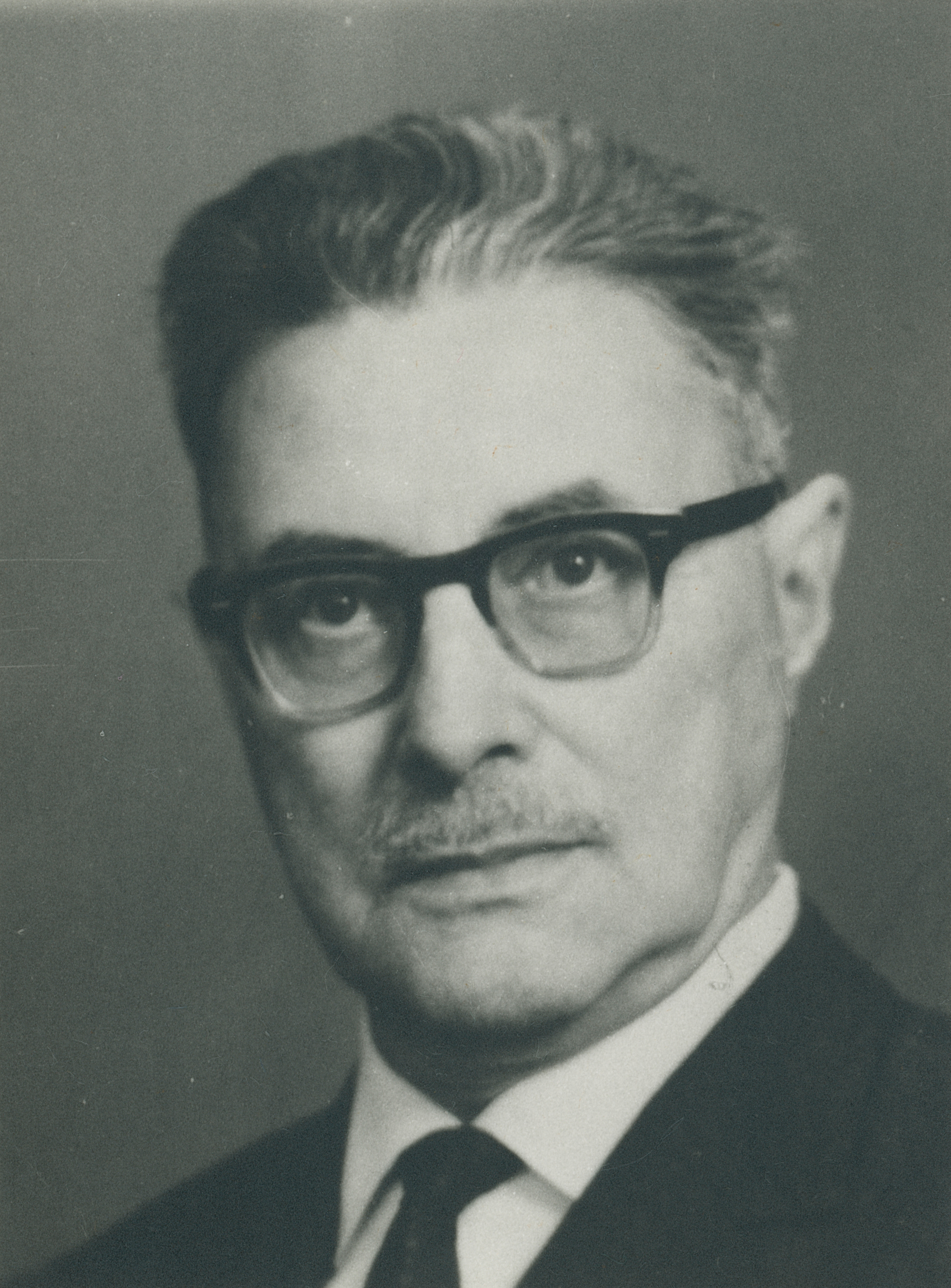
Anton Meli (1903–1985)

## Leben
Anton Meli war der Sohn des Karl Johann und der Marie Sophie Bertha geborene Kobler. 1930 heiratete er Klara Bertha Osterwalder, Tochter des Johann Konrad (1875–1955) und der Bertha geb. Stärkle. Mit ihr hatte er sechs Kinder: Marie-Johanna-Hildegard (* 1930), Barbara Veronika Gertrud (* 1931), Thomas Jakob (1933–2010), Christoph Notker (1934–1992), Theresia Katharina (1938–2016), und Basil Bruno (* 1942).
In St. Gallen besuchte er die Primar- und Realschule und anschliessend das Kollegium in Engelberg und das Lyceum in St. Maurice, wo er 1923 die Maturität erlangte. Die Ausbildung in einem deutsch- und französischsprachigen Gymnasium formte ihn schon früh zum Bilingue. Er studierte bis 1929 Rechts- und Volkswirtschaft an den Universitäten Bern, Freiburg und Berlin, wo er u. a. Schüler des schweizerischen protestantischen Kirchenrechtshistorikers Ulrich Stutz war. Nach dem Studienabbruch machte er ein Rechtspraktikum in einem Advokaturbüro in St. Gallen. Seine Ausbildung führte ihn auch nach Frankreich und Italien, wo er verschiedene Praktika absolvierte.

Im Herbst 1930, mitten in einer tiefen Wirtschaftskrise, trat Anton Meli als Aushilfsangestellter bei der Volkszählung ins Eidgenössische Statistische Amt ein und wurde 1933 zum Beamten gewählt. In den nachfolgenden Jahren wurde er zum Stellvertreter des Volkszählungsbüros Genf gewählt und 1946 zum Leiter des Eidgenössischen Volkszählungsbüros befördert, wo er bis 1957 wirkte. 1948 wurde er vom Bundesrat zum 2. Adjunkten befördert. 1954 erfolgte die Beförderung zum Adjunkten I 1957 wurde er in einer nicht unumstrittenen Wahl, in deren Vorfeld „das Personal des Statistischen Amtes mit einer von mehr als anderthalb hundert Unterschriften bedeckten Eingabe an den Bundesrat gelangte und mit aller Entschiedenheit gegen solche Intrigen und Diffamierungsversuche einer gewissen Gruppe Verwahrung einlegte“, als Nachfolger des am 5. Juli 1957 im Amt verstorbenen Albert Koller zum Direktor gewählt. Die Neuen Zürcher Nachrichten kommentierten: „Denn der «Charakterfehler», den der «Bund» bei Anton Meli glaubte entdecken zu müssen, bestand offensichtlich in der aktiven katholischen Ueberzeugung des neuen Direktors und wohl noch mehr in der Tatsache, dass Anton Meli kein «über allen Parteien stehender Freisinniger» ist!“ 

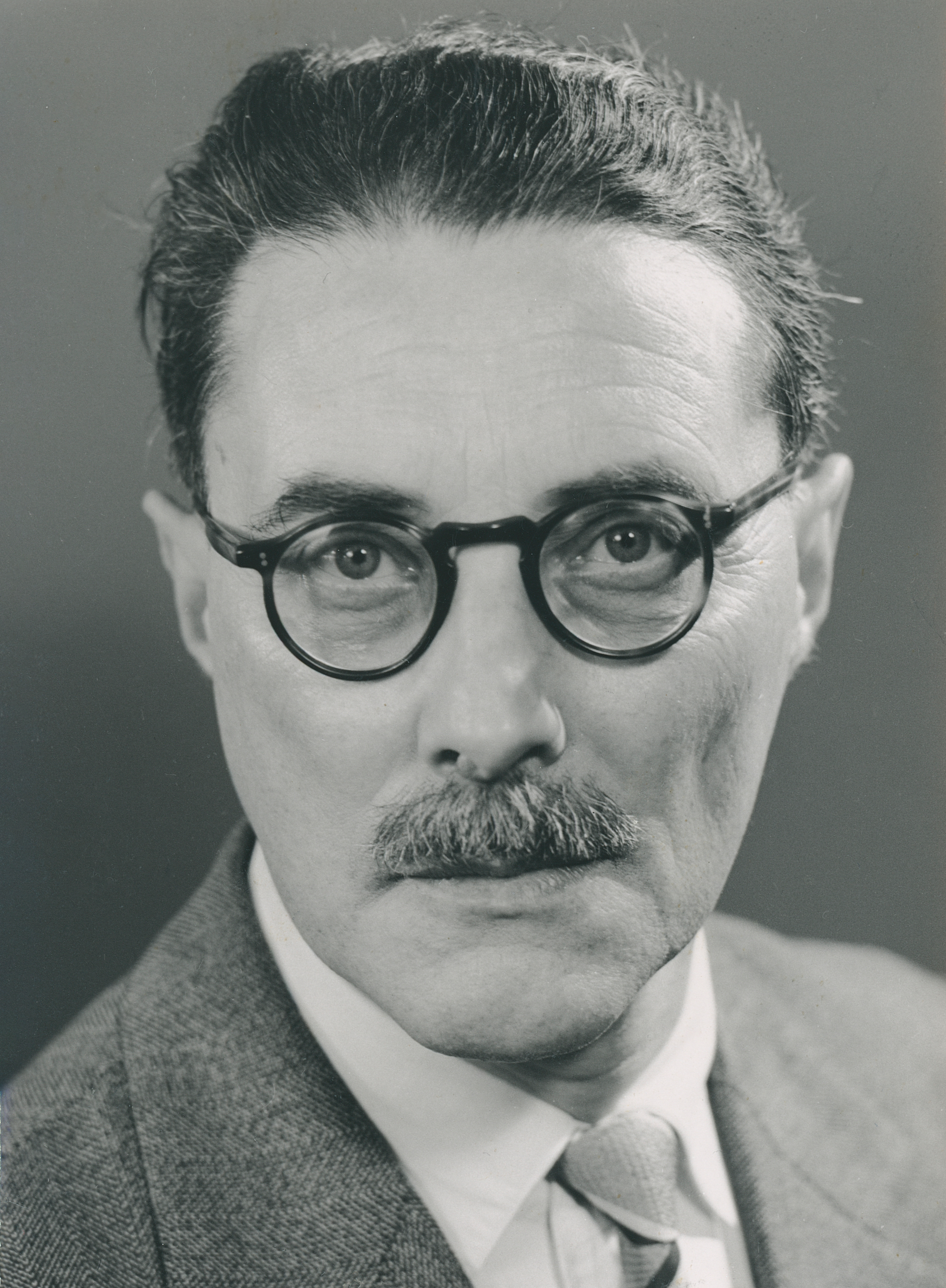
Anton Meli (Pressefoto zum Amtsantritt als Direktor des Statistischen Amtes im Jahr 1957)

 Er übte dieses Amt bis zu seiner Pensionierung Ende 1968 aus.
Der Schwerpunkt seines Wirkungskreises bildeten die Bevölkerungs- und Kulturstatistik, die politische Statistik (Nationalratswahlen), die Kriminal- und Konkursstatistik sowie die Schul- und Hochschulstatistik. Zudem zeichnete er sich bei der Bearbeitung von Rechtsfragen der Statistik aus.
In seine Amtszeit fiel unter anderem die Einführung der elektronischen Datenverarbeitung in der amtlichen Statistik, welche Anfang der sechziger Jahre durch die Schaffung eines dem Statistischen Amt angegliederten Rechenzentrums der Bundesverwaltung realisiert wurde. Dieses führte 1999 zur Gründung des heutigen Bundesamtes für Informatik und Telekommunikation (BIT).
Anton Meli vertrat das Eidgenössische Statistische Amt in zahlreichen nationalen und internationalen Gremien, so im Verband Schweizerischer Statistischer Ämter, in der Kommission für Konjunkturbeobachtung, in der Redaktionskommission für den Atlas der Schweiz, in der Konferenz Europäischer Statistiker der ECE/UNO in Genf, im BIT, im Europarat, in der UNESCO und im Internationalen Statistischen Institut. Sein Nachfolger wurde der damalige Vizedirektor Jean-Jacques Senglet.

## Lehrtätigkeit und Ehrendoktorwürde
Ab 1955 war Anton Meli für fast zwei Jahrzehnte Lehrbeauftragter für theoretische und praktische Statistik an der Universität Freiburg, wobei er seine Vorlesungen und Übungen in deutscher und französischer Sprache hielt. In den Jahren 1959/60 übernahm er zudem stellvertretungsweise einen befristeten Lehrauftrag für Statistik und Demographie an der Universität Neuenburg. Am 15. November 1963 (dem Dies academicus und Todestag des Patrons der Universität, Albertus Magnus) wurde ihm von der Rechts-, Wirtschafts- und Sozialwissenschaftlichen Fakultät der Ehrendoktor (Dr. rer. pol. h.c.) in Anerkennung seiner Verdienste auf dem Gebiet der nationalen und internationalen Statistik verliehen.

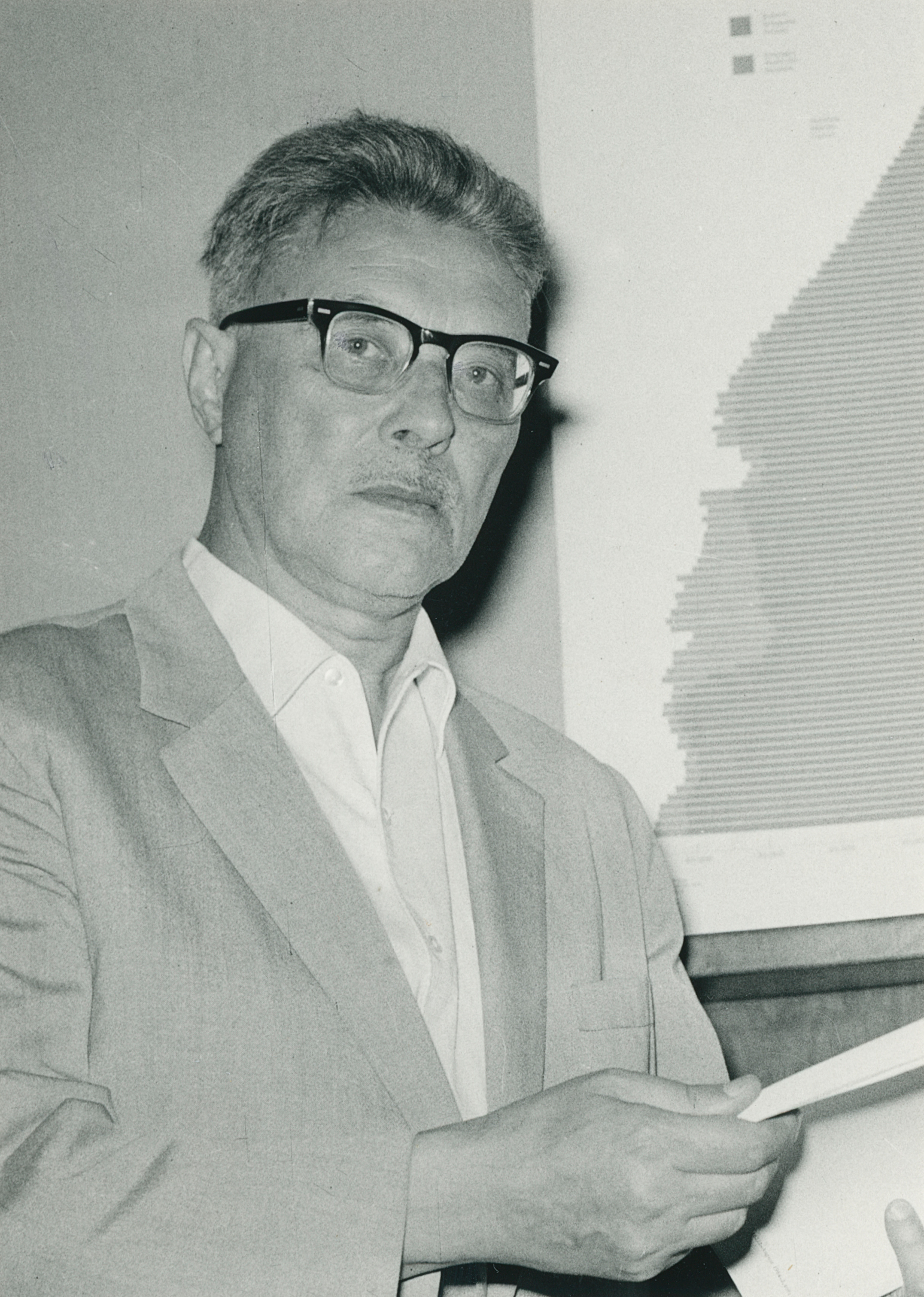
Anton Meli

## Aktivdienst
Während des Zweiten Weltkriegs leistete Anton Meli seinen Aktivdienst (1939–1945) in der Luftschutzorganisation der Gemeinde Köniz.

## Publikationen (Auswahl)
- Particularités de la statistique des élections au Conseil national suisse, Berne, 1949.
- Die Schweiz im Zahlenbild. Bern, Eidg. Statistisches Amt, 1952 (2. neubearb. Aufl., 1968).
- Handbuch der schweizerischen Volkswirtschaft. Hrsg. von der Schweizerischen Gesellschaft für Statistik und Volkswirtschaft. Ausgabe 1955. 2 Bände. Benteli-Verlag, Bern, 1955. Darin diverse Beiträge: Statistik der Betreibungen, Konkurse und Nachlassverfahren (Bd. 2, S. 369–371), Bevölkerungsgliederung: Konfession (Bd. 1, S. 261–265), Schulstatistik (Bd. 2, S. 403–404), Kriminal- und Gefängnisstatistik (Bd. 2, S. 394–396), Politische Statistik (Bd. 2, S. 402)
- Geschichte und Organisation der Statistik, HBSVw 1955, II, 354–359.
- Rechtsfragen in der Statistik, 1956 (Hrsg. Robert Kehl).
- Ausblicke auf die Volkszählung 1960 (Referat). Bellinzona, 1957.
- Statistisches Jahrbuch der Schweiz (Mitarbeit und redaktionelle Verantwortung diverser Jahrgänge)[24]
- Atlas der Schweiz (1965–1978) (als Mitglied der Redaktionskommission). Rezension in: Vermessung, Photogrammetrie, Kulturtechnik, Band 76, Heft 9, 1978
- Das neue Familiennamenbuch der Schweiz (1969) (als Mitglied der Redaktion). Rezension in: Der Schweizer Familienforscher, Band 36, Heft 1-3 (1969)
- Zur Geschichte des Eidgenössischen Statistischen Amtes von Direktor Anton Meli (Vortrag an der Hundertjahrfeier, 9. Dezember 1960). Historique du Bureau fédéral de statistique (Allocution prononcée par M. Anton Meli, directeur, le 9 décembre 1960, à l’occasion du centenaire du Bureau fédéral de statistique).
- Entwicklung der Universität, 1965-1968: ausgewählte Daten. Freiburg, 1969.

## Mitgliedschaften
- Schweizerische Gesellschaft für Volkswirtschaft und Statistik (SGVS) (als Vorstandsmitglied und Sekretär 1959–1965)
- Kirchgemeinde St. Antonius (Köniz) (als Kirchgemeindepräsident)[25][26]
- Röm.-kath. Gesamtkirchgemeinde Bern (als Vizepräsident)[27]
- Akademische Verbindung Berchtoldia (Universität Bern)
- Akademische Verbindung Fryburgia (Universität Freiburg)[28]

### Ehrungen und Nachrufe
- Zum 60. Geburtstag[29]
- Jean-Jacques Senglet, Dr. h. c. Anton Meli zum achtzigsten Geburtstag. In: Schweizerische Zeitschrift für Volkswirtschaft und Statistik, Heft 3/1983, S. 209–210.

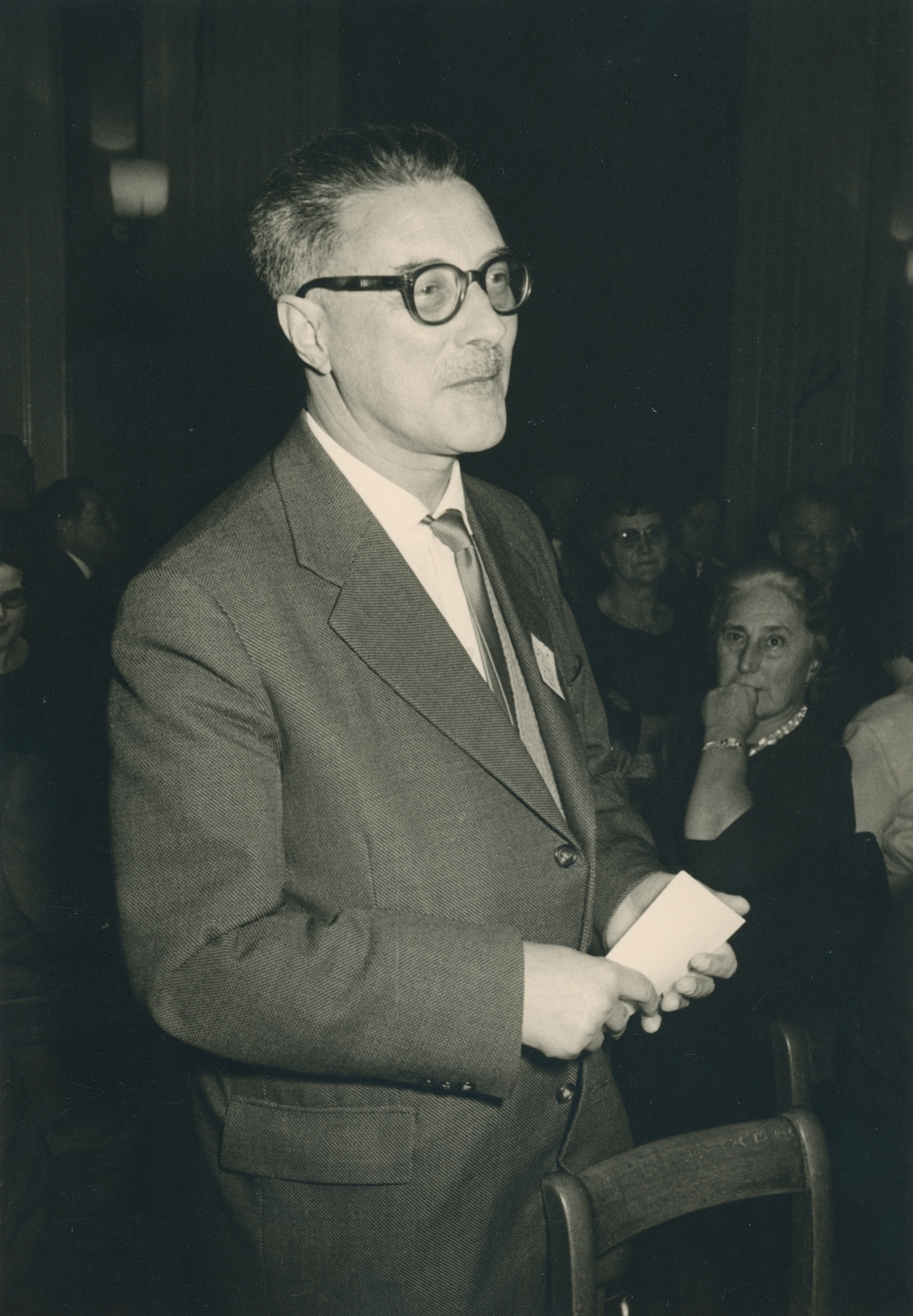
Anton Meli

- Dr. h. c. Anton Meli zum Gedenken. Pfarrblatt, Mai 1985